# Katarzyna Trzópek
Katarzyna Trzópek (Warschau, 6 mei 1981) is een Pools schermster die voor de Verenigde Staten uitkomt in de degen-categorie. 

## Biografie
Trzópek begon met schermen in haar geboorteland bij Legia Warschau. Na haar studies trok ze naar de Verenigde Staten waar ze filosofie ging studeren aan de Penn State University. Tussen 2003 en 2006 vertegenwoordigde ze deze universiteit in het schermen voor de National Collegiate Athletic Association. Pas in 2014, op 32-jarige leeftijd, maakte ze haar debuut op een wereldbeker-toernooi van de FIE. De Poolse vertegenwoordigt de Verenigde Staten op internationale toernooien. 

## Palmares
- Pan-Amerikaanse Spelen
  - 2015:  - degen team

## Wereldranglijst
Degen
| Jaar   | 2014 | 2015 |
| ------ | ---- | ---- |
| Plaats | 216  | 142  |